# ジェフリー・オルオチ
ジェフリー・オルオチ（Jeffrey Oluoch、1995年4月2日 - ）は、ケニアのラグビーユニオン選手。

## プロフィール
- ケニア・ナイロビ出身[2]。
- ポジションはスクラムハーフ(SH)。
- 身長 177cm、体重 96kg

## 略歴
2021年、東京五輪の7人制ケニア代表に選ばれた。